# سفيد كمر
سفيد كمر هي قرية في مقاطعة شبستر، إيران. عدد سكان هذه القرية هو 648 في سنة 2006.